# Stegersbach
Stegersbach is een gemeente in de Oostenrijkse deelstaat Burgenland, gelegen in het district Güssing (GS). De gemeente heeft ongeveer 2400 inwoners.

## Geografie
Stegersbach heeft een oppervlakte van 17,8 km². Het ligt in het uiterste zuidoosten van het land.
Bildein · Bocksdorf · Burgauberg-Neudauberg · Eberau · Gerersdorf-Sulz · Großmürbisch · Güssing · Güttenbach · Hackerberg · Heiligenbrunn · Heugraben · Inzenhof · Kleinmürbisch · Kukmirn · Moschendorf · Neuberg im Burgenland · Neustift bei Güssing · Olbendorf · Ollersdorf im Burgenland · Rauchwart · Rohr im Burgenland · Sankt Michael im Burgenland · Stegersbach · Stinatz · Strem · Tobaj · Tschanigraben · Wörterberg
- Gemeinsame Normdatei: 4446768-0
- Virtual International Authority File: 236102016
- WorldCat: E39PCjKWWgKTp68XgjFx8xWyMP